# レイヤ2スイッチ
レイヤ2スイッチ (英:Layer2 Switch) は、LANスイッチの一種で、OSI参照モデルの第2層データリンク層での転送能力、ブリッジ機能を有する物である。マルチポートブリッジとも言う。
LAN機器の普及度合いから、通例ではイーサネット (DIX規格発祥のイーサネット、IEEE 802.3) のLAN装置を指す。

## 概説
ASICによるハードウエア処理によるパケット転送能力を有するLANスイッチのうち、レイヤ2転送機能 (ブリッジ) に特化した物である。
この分野の製品カテゴリーにスイッチングハブも存在するが、スイッチングハブはインターフェースモジュールを増設出来ないボックス型の製品で、ツイストペアケーブルによるLANを複数 (通例4～50程度) を接続出来る機器であり、レイヤ2スイッチに含まれる一部分である。これに対してレイヤ2スイッチは、スイッチングハブに加えて、シャーシ型でインターフェースモジュールを増設でき、ツイストペアケーブル以外の光ケーブルも接続出来る製品も含む、包含的なものである。
上位機種ではVLAN機能を持つ機種も存在する。

## 種類
マネジードとアンマネジードタイプ
内蔵のネットワーク管理ソフトウェアの有無により、マネジードスイッチとアンマネジードスイッチに区別されます。マネジードスイッチは、制御センターを通じて遠隔でネットワーク機器のオン・オフを行う必要がある構成に適しており、通常は高い管理要求があるネットワーク構成のコア部分で使用されます。一方、アンマネジードスイッチは内蔵のネットワークソフトウェアの設定がなく、インストールが簡単で、プラグアンドプレイで使用できるため、詳細な設定が不要なネットワークの周辺部分に適しています。